# Shadows of the Sun
Shadows of the Sun ist das siebte Studioalbum der norwegischen Band Ulver. Es erschien im Jahr 2007 bei The End Records unter Lizenz von Jester Records.

## Entstehung und Veröffentlichung
Nach Blood Inside wurde es zwei Jahre ruhig um Ulver. Sie begründeten dies im Juli 2007 mit einem Bedürfnis nach Zurückgezogenheit und ihrer Unzufriedenheit mit der Welt und dem Musikgeschäft. Gleichzeitig kündigten sie die Veröffentlichung eines neuen und ihres bisher persönlichsten Albums für den Oktober an.
Shadows of the Sun wurde im Osloer Ambassaden Studio eingespielt. Bei den Aufnahmen wirkten ein Streichquartett sowie Mathias Eick (Trompete), Fennesz, Espen Jørgensen (Gitarre) und Pamelia Kurstin (Theremin) mit. Das Album wurde von Audun Strype gemastert. Es erschien als reguläre CD, im limitierten Leatherbook und auf LP mit anderem Cover.

## Titelliste
1. Eos – 5:05
2. All the Love – 3:43
3. Like Music – 3:30
4. Vigil – 4:28
5. Shadows of the Sun – 4:36
6. Let the Children Go – 3:50
7. Solitude – 3:54
8. Funèbre – 4:27
9. What Happened? – 6:25

„Eos“ erschien in anderer Version bereits auf dem Uno-Soundtrack; „Solitude“ ist eine Black-Sabbath-Coverversion (von Master of Reality). Funèbre beruht in seiner Grundmelodie auf Chopins 'marche funèbre'.

## Stil
Anders als das eklektische und laute Blood Inside ist Shadows of the Sun ein meist organisches und ruhiges Album. Es dominieren die sanften und warmen Klänge des Ambient sowie Ryggs gehauchter Gesang. Gelegentlich werden die harmonischen Klangflächen durch dissonante Bläser, schrille Effekte oder hektische Rhythmen gestört, was dem Album auch eine düster-bedrohliche Atmosphäre verleiht.

## Rezeption
„All in all, this is an enjoyable, at times hypnotic album that consolidates a lot of the different strands of Ulver's music over the previous decade. They have developed a unique, quickly identifiable sound during that time, and this album is a nice variation on that signature sound.“

„Ich muss zugeben, dass mir Shadows of the Sun anfangs etwas blutleer erschien. Erst weitere Hördurchgänge erschlossen die faszinierende Wirkung dieser scheinbar wenig spektakulären Musik […]. Trotzdem reicht es mir nicht ganz an das einige Jahre später erschienene, abwechslungsreichere Wars of the Roses heran.“